# أخدام
 الأخدام أو  المهمشون ويعرفون أيضاً باسم  اليمنيون الأفارقة  أو  من لا أصل لهم  هم مواطنون يمنيون يتميزون عن أغلبية سكان البلاد بملامحهم الأفريقية وبشرتهم السمراء. ويعتبرون أدنى الطبقات الاجتماعية في البلاد أغلبهم من أصول إثيوبية ودول القرن الأفريقي القريب من غرب اليمن وجنوبه ويتعرضون للتمييز وغياب الحقوق ويعيشون أوضاعا مأساوية وعزلة عن باقي المجتمع اليمني ويعملون في مهن دونية كتنظيف الشوارع وغسل السيارات. مظاهر التمييز والاحتقار تصل إلى حد الاعتداءات الجسدية، كقضية اغتصاب خادمة منازل تنتمي لهذه الفئة وإطلاق النار على ذويها لمطالبتهم بالعدالة، تنتشر صورة نمطية سلبية عنهم في اليمن ما شأنه أنهم «غير أخلاقيون» وأساطير أنهم يأكلون أمواتهم تعمل العديد من المنظمات الإنسانية الحالية على تحسين أوضاع هذه الفئة ودمجهم في المجتمع وإنهاء مظاهر التمييز ضدهم تختلف تسمياتهم من منطقة لأخرى ويفضلون كلمة «مهمشين» لوصفهم.

## الأصل
لا تُعرف بالضبط أصول الأخدام، إذ يَعتقد البعض أنهم ينحدرون من العبيد الأفارقة أو جنود القرن السادس من مملكة أكسوم. الاعتقاد السائد أنهم من نسل الأكسوميين الإثيوبيين خلال احتلالهم لليمن قبل الإسلام. وبعد أن طُردت هذه القوات أخيرًا في بداية العهد الإسلامي، يُقال أن بعض المهاجرين الإثيوبيين بقوا مما أدى إلى ظهور الأخدام.

## التمييز الاجتماعي في اليمن
يفترض علماء الأنثروبولوجيا مثل فومبروك أن تاريخ اليمن والتراتب الاجتماعي الذي تطور في ظل نظم حكم متنوعة، بما في ذلك الإمامة الزيدية، قد أنشأ مجتمعًا وراثيًا شبه طبقي. وحتى الآن، يُنْظَر للأخدام بأنهم يمثلون الطبقة الاجتماعية الأدنى في اليمن.
في منتصف القرن العشرين، أطلق اليهود على الأخدام الذين عاشوا بالقرب من الجادس (قرية يهودية حصرية) اسم "كانو". وبينما يأكل مسلم اليمن الاسفل الشافعي من نفس الطبق مع اليهود، إلا أنه سيكسر إناءً لمسه أحد من الأخدام. ومع ذلك، لا تزال النساء اليهوديات يغنين أغاني نساء الأخدام، اللواتي كن يستأجرن غالبًا كعاملات في المزارع.

## الظروف الاجتماعية
يعاني مجتمع الأخدام من التمييز الشديد والاضطهاد والإقصاء الاجتماعي من أغلبية المجتمع اليمني. ويتجلى احتقار الأخدام في المثل اليمني التقليدي:
"نظف طبقك إذا لمسه كلب، ولكن اكسره إذا لمسه خادم".
وعلى الرغم من تحسن ظروفهم الاجتماعية إلى حد ما في العصر الحديث، إلا أن غالبية المجتمع اليمني لا تزال تصنفهم بالنمطية السائدة: بأنهم وضيعين وقذرين وغير أخلاقيين. إن الزواج المختلط بين غير الأخدام والأخدام من المحرمات ومحظور فعليًا، حيث يُعتبر الأخدام منبوذين. والرجال الذين يتزوجون من مجتمع الأخدام معرضون للنفي من قبل أسرهم.
اليوم، في اليمن، يُطلق على الأطفال المولودين من أنساب مختلطة بين الأخدام واليمنيين اسم المولدين، وغالبًا ما يتعرضون للتمييز في المجتمع.
وقد حللت آن مينيلي أيضًَا عدم المساواة الاجتماعية للأخدام من منظور جنساني. وفي الواقع، يتعين على المرأة في المجتمع اليمني، أن تحترم عدداً معيناً من العادات حتى تعتبر صالحة في نظر المجتمع.
هذه الممارسات، ضمن أمور أخرى، هي سلوك معين يجب احترامه مثل ارتداء الحجاب أو طريقة التواصل الاجتماعي والحفاظ على العلاقات.
ترتبط النساء من النخبة بالسلطة ويساهمن في إعادة إنتاج علاقات الهيمنة التي تمارس تجاه الأخدام. في نظر النخبة، لا تحظى نساء الأخدام بالاحترام لأنهن لا يتمتعن بسلوك أخلاقي مقبول.
وهن لا يرتدين الحجاب، بل يرتدين الثياب الملونة ذات الأكمام الواسعة ويذهبن إلى السوق لبيع البضائع على الرغم من أن السوق يفترض أن يكون مكانًا للرجال فقط.
كل هذه السلوكيات غير اللائقة، حسب الطبقة السائدة، تؤكد تفوق هذه الطبقة، وبمعارضتها للنخبة المحترمة والمتدينة، فنساء الأخدام اللواتي لا يرتدين الحجاب يعتبرن أدنى أخلاقيًا.

## الوضع الاقتصادي
وفي مواجهة التمييز المجتمعي الشديد، يضطر الأخدام فعليا إلى العمل في وظائف وضيعة وغير مرغوب فيها مثل الكنس وصنع الأحذية وتنظيف المراحيض.

وعادة ما يلجأ العاطلون عن العمل، ومعظمهم من النساء، إلى التسول.
وحتى الأخدام الذين يعملون ليسوا بمنأى عن التمييز. فنادراً ما يُمنح عمال نظافة الشوارع من الأخدام عقود عمل حتى بعد عقود من العمل، على الرغم من حقيقة أنه من المفترض أن يُمنح جميع موظفي الخدمة المدنية اليمنيين عقود عمل بعد ستة أشهر. وهم لا يتلقون أي مزايا، ولا يحصلون تقريباً على أي إجازة.
يقيم الأخدام في أحياء فقيرة معزولة عمومًا عن بقية المجتمع اليمني. فمن الصعب على الأخدام تحمل تكاليف المأوى حتى مع أبسط الخدمات الأساسية مثل الكهرباء وشبكات المياه وتصريف المجاري. وعليه، يعيش الأخدام عمومًا في أكواخ صغيرة مبنية عشوائيًا من الخشب والقماش.

## الظروف الصحية
وبسبب الفقر والظروف المعيشية غير الصحية، فإن الأخدام معرضين لأمراض يمكن الوقاية منها. نسبة الوفيات الناجمة عن الأمراض التي يمكن الوقاية منها أسوأ من المتوسط الوطني في اليمن. يعاني العديد من أطفال الأخدام من أمراض مثل ضيق التنفس والملاريا وشلل الأطفال، ونسبة الوفيات مرتفعة.
كماوصف روبرت ف. وورث معدل وفيات الرضع المبلغ عنه بأنه "مروع". ومن بين الوفيات المبلغ عنها في أحد أحياء الأخدام الفقيرة على مدى عام، كان نصفهم تقريبا من الأطفال دون سن الخامسة، وربعهم في الشهر الأول من العمر.
وتشير الدراسات التي أجراها السروري وآخرون إلى فهم أقل لمخاطر فيروس نقص المناعة البشرية بين مجتمع الأخدام. وبناء على ذلك، فإن أعضاء المجموعة لديهم أيضا معدلات مبلغ عنها ومخاطر أعلى للإصابة بفيروس نقص المناعة البشرية.

## النشاط والرؤى الدولية
أفادت العديد من المنظمات غير الحكومية والمؤسسات الخيرية من بلدان أخرى مثل منظمة كير الدولية بأنها تعمل على تحسين الظروف المعيشية للأخدام. وتشمل هذه المبادرات بناء مزرعة للدواجن، ومشاريع صرف صحي، وتوفير الكهرباء وفصول دراسية تهدف إلى القضاء على الأمية. ومع ذلك، فإن مدى هذه الجهود محل خلاف، ولا سيما من قبل هدى سيف. ويعني الفساد الحكومي أيضا أن المساعدات النقدية المخصصة للأخدام غالبا ما يُساء استخدامها أو تُسرق.

وبينما يعترف المسؤولون الحكوميون بالازدراء التاريخي للأخدام لدى المجتمع اليمني التقليدي، إلا أنهم يصرون على أنه لا يوجد تمييز رسمي. فقد بَنَّتْ الحكومة اليمنية أحياناً ملاجئ للأخدام، على الرغم من أن التقارير تفيد بأن 30% من الأخدام الذين حصلوا على مثل هذه المساكن الحكومية باعوها، واختاروا بدلا من ذلك العودة إلى أحيائهم الأصلية. وعلى الرغم من غياب التمييز الرسمي المفترض، يزعم العديد من الأخدام أن المسؤولين غالبا ما يعرقلون محاولاتهم للحصول على خدمات الدولة في المدارس والمستشفيات.
يعد البحث عن الحقوق والاعتراف بها مهمة يومية بالنسبة للأخدام. ويعزز هذا النضال اليومي من أجل البقاء الأفكار النمطية التي لدى الطبقات الاجتماعية الأخرى عن مجتمع الأخدام. ولتغيير هذا، تُكتب العديد من العرائض والرسائل التي تطلب من الدولة الرعاية الاجتماعية وغيرها من المساعدات.
وترجع هذه الطريقة في التفاوض دون عنف وتمرد إلى حقيقة أن مجتمع الأخدام لا يعتبر الدولة كخصم بل كجهة يجب أن تحمي الفئات ألأضعف. ولكن نادرا ما تنجح هذه الطلبات والالتماسات.
وقد تحققت خطوة هامة إلى الأمام بتشكيل حزب سياسي يمثلهم وربما يخفف من أوضاعهم. كما حفزت الثورة اليمنية في عام 2011 العديد من الأخدام للمشاركة في الانتفاضة بالظهور بانتظام في المظاهرات والاعتصامات التي ملأت الساحات الرئيسية في العاصمة صنعاء وتعز. ودعت هذه الانتفاضة الشعبية إلى المواطنة المتساوية والاعتراف بتنوع الهويات داخل المجتمع اليمني.
وبالمواطنة المتساوية، يعني الشعب اليمني أن جميع اليمنيين متساويين. أدت هذه الانتفاضة إلى فترة انتقالية، امتدت من آذار/مارس 2012 إلى شباط/فبراير 2014، وكان من المفترض أن تؤدي إلى يمن جديد أكثر تماسكاً. كان الكثيرون يأملون في أن تساعد الثورة في إنهاء دوامة العنصرية التي وضعتهم في أسفل السلم الاجتماعي.

## القوالب النمطية والنقاش العالمي عن العرق
يقترن الأخدام بعدد من الأفكار النمطية. ويعتبرون لا أخلاقيين لأن الرجال يسمحون لزوجاتهم بالاختلاط مع رجال آخرين، جاهلين بالدين الإسلامي، متساهلين تجاه السرقة والكحول، أو أنهم بدو بدون أي ممتلكات.
يرتبط ظهور مفهوم العرق والعنصرية في اليمن المعاصر بظهور التكوين العرقي الأوروبي في ثلاثينيات القرن العشرين ثم في مصر بعد ثورة 1952. ويستعمل في الشرق الأوسط، مصطلح "العنصرية". ظهرت فكرة "العنصرية" في الخطاب العام في اليمن في خمسينيات القرن العشرين كنقد للامتياز الهاشمي. يعتمد نشطاء وسياسيو الأخدام على لون بشرتهم للتنديد بتهميشهم. وهذا يزيد من ظهورهم الدولي.

## الأخدام في الأدب اليمني
كتب العديد من الكتاب اليمنيين عن الأخدام وتهميشهم:
- تركز رواية علي المقري "طعم أسود، رائحة سوداء" الصادرة عام 2008 على مجتمع الأخدام الذين يعيشون في تعز والتمييز الذي يواجهونه.
- تصف إحدى الشخصيات في رواية محمد عبد الولي "صنعاء: مدينة مفتوحة" السفر إلى الحديدة ومشاهدة حريق يدمر منازل الأخدام الذين يعيشون في الأحياء الفقيرة في المدينة، وهي التجربة التي شكلت نظرته المتشائمة لبلده وتاريخه.
- يتذكر زيد مطيع دماج في مذكراته "الانبهار والدهشة"، لقاء الأخدام الذين يعملون في ميناء الحديدة ومشاهدته لتهميشهم الاجتماعي والاقتصادي الشديد.

## التوزيع

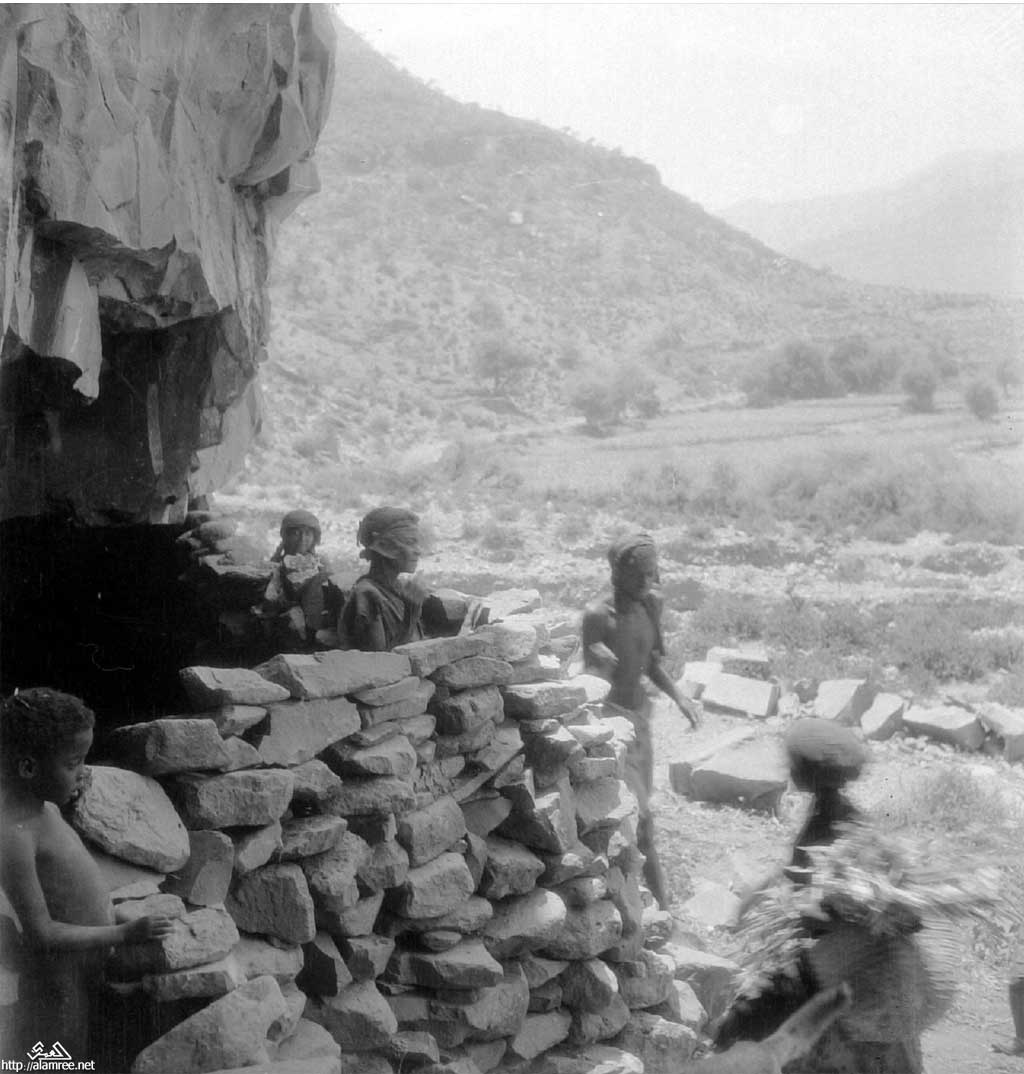
كهوف المهمشين في صنعاء 1942

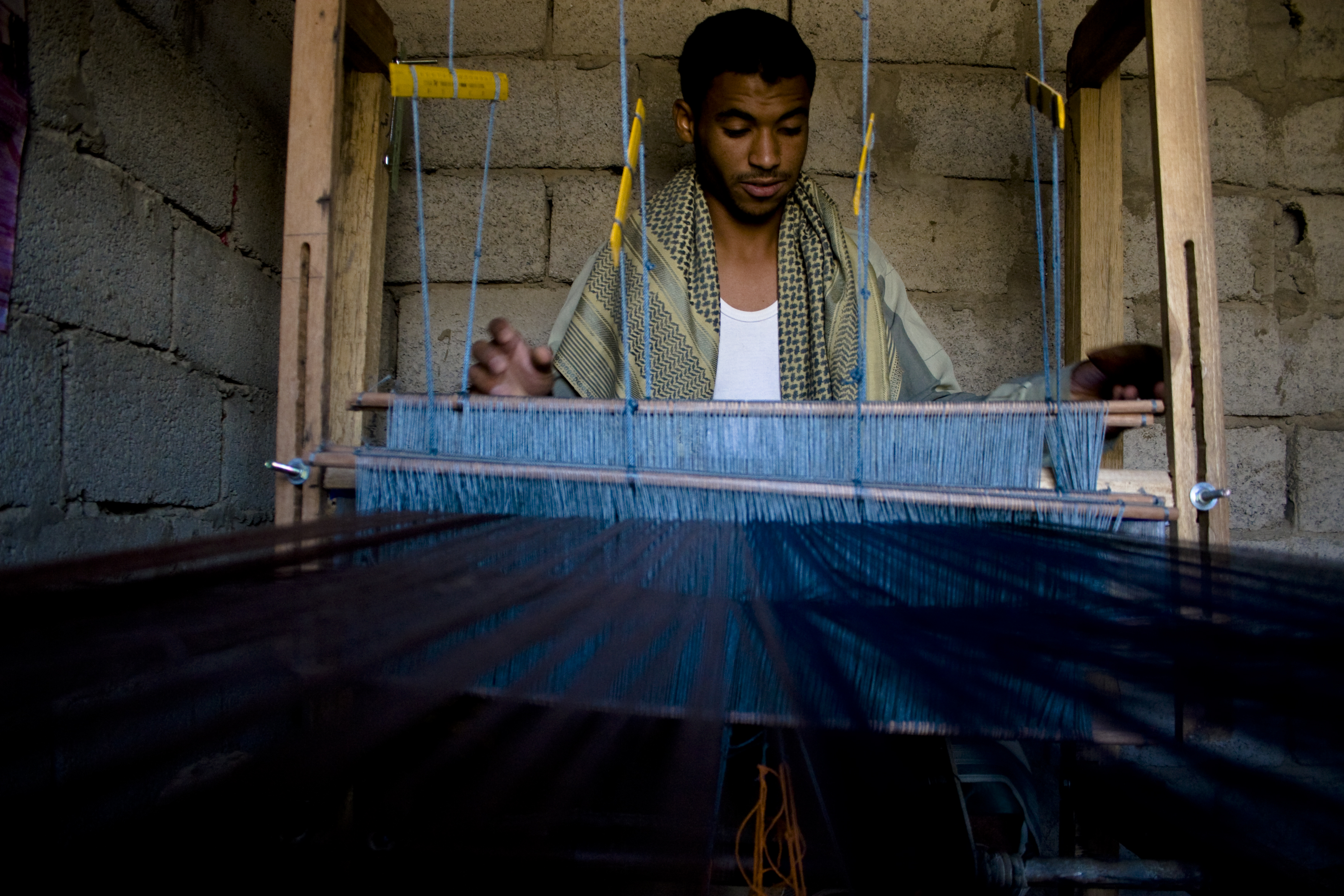
أحد المهمشين في تعز

يعيش معظم اليمنيين الأفارقة في عشوائيات في الأحياء الفقيرة المعزولة، يقيم الكثير منهم في العاصمة صنعاء وعدن وتعز والحديدة (حيث الغالبية) ولحج والمكلا وأبين.

## التركيبة السكانية
وفقا للتقديرات الرسمية، بلغ عدد الأخدام حوالي 500 ألف شخص في عام 2004. وتذكر تقديرات أخرى أن أعدادهم تتراوح بين 500,000 - 1,000,000 نسمة، وهو مايعادل 5% من تعداد السكان. فيما تذكر منظمة تدعى "منظمة سوا اليمنية لمناهضة التمييز" إنه بينما تقدر الأرقام الرسمية عددهم بنحو 1.5 مليون نسمة، فإن التقديرات الميدانية تشير إلى أن العدد تجاوز 3 ملايين نسمة في عام 2013، وهو ما يمثل حوالي 11٪ من إجمالي سكان اليمن البالغ عددهم حوالي 22 مليون نسمة.

## المساكن
تبنى أغلب مساكن المهمشين في أطراف المدن من القماش والكرتون أو الصفيح والعلب الفارغة وغالبا ما يكون من غرفة واحدة يسكنها أكثر من 5 أشخاص وقد يصلوا إلى عشرة أشخاص وتسمى تجمعاتهم السكنية محلياً بالمحاوي وهي جمع كلمة محوى. وتستخدم للإشارة إلى التجمعات السكنية الهامشية. ويستخدم هذا المصطلح في المناطق الريفية المجاورة لمدينة زبيد للإشارة لتجمعات مساكن العبيد.
رغم أنهم يعيشون بالقرب من المستنقعات والأماكن التي تفتقر للخدمات الصحية إلا أنهم لا يعانون كثيراً من الأمراض المستعصية وتنتشر محاوي الأخدام في أغلب مدن اليمن ففي صنعاء كانت توجد في عصر ومنطقة باب اليمن ومنطقة التحرير وفي مدينة عدن توجد مناطق المهمشين في دار سعد ويعد من أقدم المحاوي (لقد تم حظر العبودية في عدن جنوب اليمن منذ بداية الاستعمار البريطاني عام 1840 م). وفي الحديدة توجد عدة مناطق للمهمشين في وادي مور ومدينة زبيد وفي حضرموت يسكن أغلبهم في حي الحرشيات.
مع بداية الألفية تم نقل المهمشين من أربعة مواقع، باب اليمن، عصر، من جوار قاعة المؤتمرات، شارع 45، في أمانة العاصمة صنعاء إلى منطقة «سواد سعوان»، حيث تم بناء ألف ومائة وخمسين وحدة سكنية لهم، وتم إزالة العشش والصفيح من تلك المناطق الأربع، ونقلت حوالي سبعمائة أسرة إلى المباني الجديدة المزودة بالمياه والكهرباء والهاتف والوضع الصحي الممتاز.

## وصلات خارجية
- The International Solidarity Network: The Al-Akhdam in Yemen
- The Akhdam of Yemen - A photogallery by The New York Times